# Награды Испании

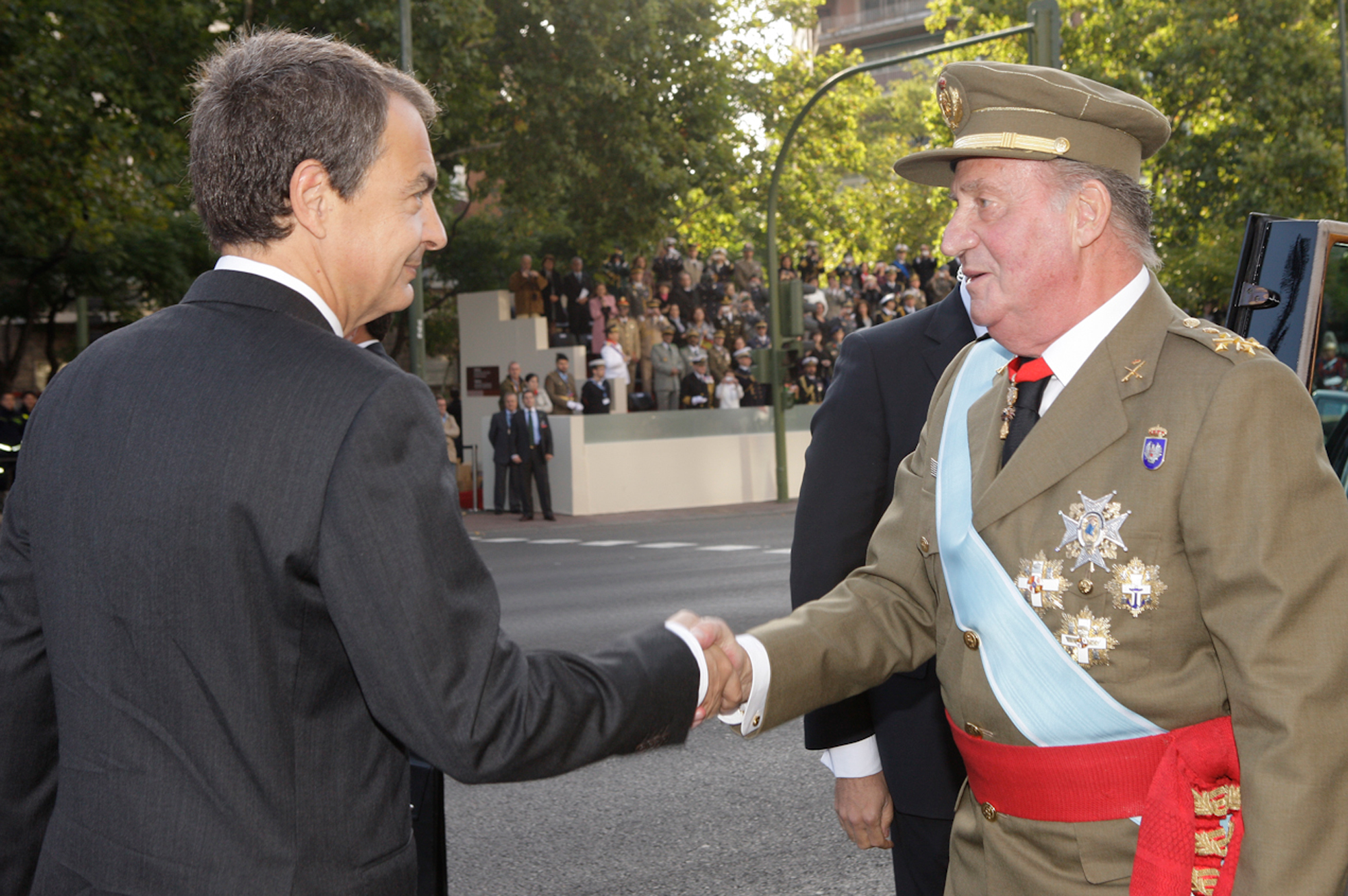
Король Испании Хуан Карлос Первый (справа) со знаком Ордена Золотого Руна (на красной шейной ленте) и звёздами испанских орденов Военных заслуг, Военно-морских заслуг, Военно-авиационных заслуг (все три — высшей степени, белого дивизиона) и ордена Карлоса III.

Награды Испании — совокупность наград, входящих или ранее входивших в наградную систему Испании. Основу наградной системы Испании составляют ордена. История испанских орденов отличается от истории орденов в России. Она начиналась с военизированных духовно-рыцарских орденов, которые постепенно преобразовывались в почётные корпорации. В дальнейшем к ним добавлялись ордена изначально светского характера.
За исключением недолгих периодов Наполеоновского вторжения (1808—1814, см. Пиренейские войны) когда королём Испании был назначен (фактически именно так) брат Наполеона, Жозеф Бонапарт, некоторых краткосрочных неурядиц 19 века, и (Второй) Испанской республики (1931—1939), Испания всегда оставалась либо монархией (которой является и сегодня) либо правой диктатурой (франкизм), благодаря чему её система орденов, как и её аристократия и церковь имеют, в определённом смысле, сплошную преемственность.

## Духовно-Рыцарские ордена Испании
Были созданы в процессе Реконкисты. Претерпев многочисленные изменения и подвергнувшись секуляризации, четыре из них существуют до сих пор.

## Светские ордена Испании
Первый испанский изначально светский орден — орден Золотого руна, являлся (и является до сих пор) династической наградой испанского королевского дома.
Впоследствии к нему добавились многочисленные более современные по времени создания ордена.
Также следует упомянуть, что Жозеф Бонапарт и республиканское правительство также производили награждения — специально учреждёнными орденами.
Ниже приводится список орденов.

### Династический орден (существующий)
| Знак | Орден               | Основан                     | Примечание                                                |
| ---- | ------------------- | --------------------------- | --------------------------------------------------------- |
|      | Орден Золотого руна | 1430 (герцогство Бургундия) | Помимо испанской ветви ордена, имеется также австрийская. |

### Ордена (существующие)

#### Учреждённые до правления Хуана Карлоса[3].
| Знак | Орден                                                                     | Основан | Примечание |
| ---- | ------------------------------------------------------------------------- | ------- | --- |
|      | Орден Карлоса III                                                         | 1771    | Высший гражданский орден.                                                                                                  |
|      | Орден Королевы Марии Луизы                                                | 1792    | Женский орден. Не вручается. Формально не упразднён.                                                                       |
|      | Орден Святого Фердинанда (Королевский и военный орден Сан-Фернандо)       | 1811    | Высшая награда за доблесть в бою.                                                                                          |
|      | Орден Святого Эрменегильдо (Королевский и военный орден Сан-Эрменегильдо) | 1814    | Военная награда. |
|      | Орден Изабеллы Католической                                               | 1815    | Гражданский орден. |
|      | Крест Военных заслуг                                                      | 1864    | Военная награда, статус которой многократно менялся. В настоящее время имеет 2 степени и четыре разновидности (дивизиона). |
|      | Крест Морских заслуг                                                      | 1864    | Аналогично |
|      | Орден Альфонса X Мудрого                                                  | 1902    | Награда в области науки и искусства                                                                                        |
|      | Орден Гражданских заслуг                                                  | 1926    | |
|      | Орден Заслуг полиции                                                      | 1943    | |
|      | Орден Сиснероса                                                           | 1944    | Орден, популярный во времена Франко. Не вручается. Формально не упразднён.                                                 |
|      | Орден Святого Раймунда Пеньяфортского                                     | 1944    | Награда предназначена для судей и юристов и названа в честь их святого покровителя.                                        |
|      | Крест Военно-Воздушных заслуг                                             | 1942    | Военная награда, статус которой многократно менялся. В настоящее время имеет 2 степени и четыре разновидности (дивизиона). |
|      | Гражданский орден почтовых заслуг (исп.)                                  | 1960    | |

#### Ордена, учреждённые в годы правления Хуана Карлоса (1975—2014)[3].
| Знак | Орден                                                                                 | Основан                                                                      | Примечание                                                 |
| ---- | ------------------------------------------------------------------------------------- | ---------------------------------------------------------------------------- | ---------------------------------------------------------- |
|      | Гражданский орден Здоровья                                                            | Учреждён в 1838 году как Эпидемический крест, в 1983 году переделан в орден. | Награда в сфере здравоохранения.                           |
|      | Орден заслуг гражданской гвардии (исп.)                                               | 1976                                                                         | Награда вручается военнослужащим Гражданской гвардии.      |
|      | Орден Гражданский орден заслуг в области защиты окружающей среды (исп.)               | 1982                                                                         |                                                            |
|      | Орден Конституционных заслуг (исп.)                                                   | 1988                                                                         |                                                            |
|      | Орден Гражданского признания для жертв терроризма                                     | 1999                                                                         | Вручается раненым в результате терактов а также посмертно. |
|      | Орден заслуг в области сельского хозяйства, рыболовства и продовольствия (исп.)       | 1987                                                                         |                                                            |
|      | Гражданский орден общественной солидарности (исп.)                                    | 1989                                                                         | Вручается за заслуги в социальной сфере.                   |
|      | Орден заслуг при реализации национального плана по борьбе с наркотиками (исп.)        | 1995                                                                         | Орден вручается за противодействие наркопреступности.      |
|      | Гражданский орден заслуг в области телекоммуникаций и информационного общества (исп.) | 1997                                                                         |                                                            |
|      | Орден искусств и литературы Испании (исп.)                                            | 2008                                                                         |                                                            |
|      | Орден «За спортивные заслуги» (Испания)                                               | 2009                                                                         |                                                            |

### Некоторые упразднённые ордена
| Знак | Орден                                 | Основан                                                | Примечание                                                   |
| ---- | ------------------------------------- | ------------------------------------------------------ | ------------------------------------------------------------ |
|      | Гражданский орден Благотворительности | 1856                                                   |                                                              |
|      | Гражданский орден Марии Виктории      | 1871                                                   |                                                              |
|      | Военный орден Марии-Кристины          | 1890                                                   | Упразднён в 1931 году, в 1937 году заменён на Военный крест. |
|      | Военно-морской орден Марии-Кристины   | 1890                                                   |                                                              |
|      | Гражданский орден Альфонса XII        | 1902                                                   |                                                              |
|      | Имперский орден Ярма и Стрел          | 1937—1976                                              | Главная награда франкистской Испании.                        |
|      | Гражданский орден Африки (исп.)       | 1933—1939 (республиканский), 1950—1977 (франкистский). | Имел шесть степеней.                                         |

### Орден Жозефа Бонапарта (короля Хосе)
| Знак | Орден                     | Основан   | Примечание |
| ---- | ------------------------- | --------- | ---------- |
|      | Королевский орден Испании | 1808—1813 |            |

### Награды (Второй) испанской республики
| Знак | Орден                                           | Основан   | Примечание                                                                            |
| ---- | ----------------------------------------------- | --------- | ------------------------------------------------------------------------------------- |
|      | Орден Республики                                | 1932—1937 |                                                                                       |
|      | Мадридский знак (исп. Placa Laureada de Madrid) | 1937—1939 | Республиканский аналог ордена Сан-Фернандо, награждения которым производились Франко. |

### Колониальные награды
| Знак | Орден                                     | Основан   | Примечание                              |
| ---- | ----------------------------------------- | --------- | --------------------------------------- |
|      | Орден Медауйя (исп. Orden de la Medhauia) | 1926—1956 | колониальная награда Испанского Марокко |

## Кресты
| Знак | Крест                         | Основан | Примечание                                                                                           |
| ---- | ----------------------------- | ------- | --- |
|      | Военный крест                 | 1938    | Награда за выдающиеся действия в бою                                                                 |
|      | Крест За постоянство и службу | 1958    | Награда за беспорочную службу. Устав реформирован в 2002 году. В современном виде имеет три степени. |
|      | Крест Верности                | 2007    | Награда для военных капелланов.                                                                      |
|      | За Испанскую кампанию 2018—   | 2018    | |

## Награды автономных сообществ
Каждый регион — автономное сообщество Испании имеет право вручать собственные награды, как правило (хотя и не обязательно), носящие названия медалей. Их не следует путать с общегосударственными медалями, примеры которых приведены ниже.

## Некоторые медали

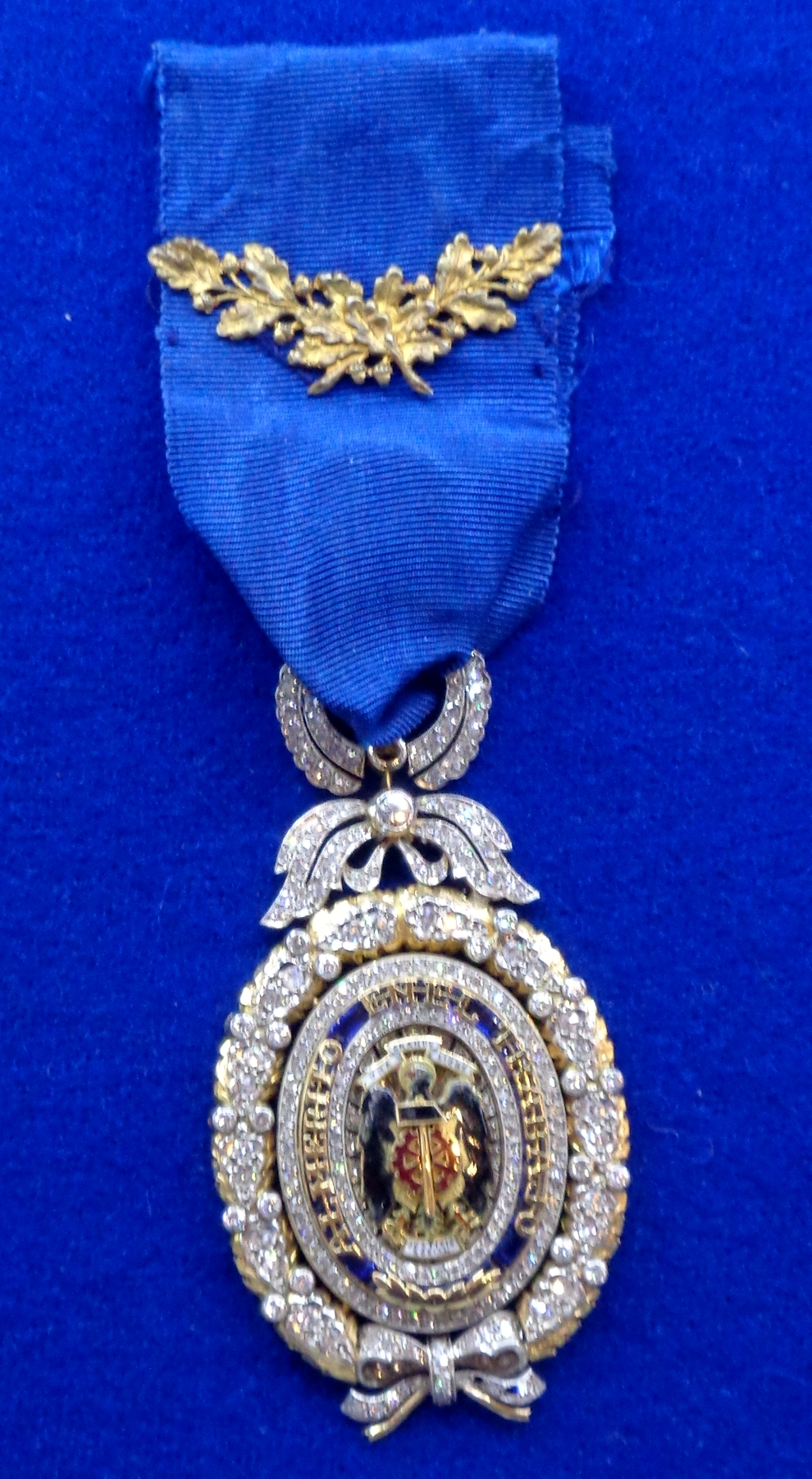
Золотая медаль Трудовых заслуг с бриллиантами

Золотая медаль «За заслуги в изящных искусствах»

### Военные
- Армейская медаль (исп. Medalla del Ejército)
- Военно-морская медаль (исп. Medalla Naval)
- Военно-воздушная медаль (исп. Medalla Aérea)[4]

### Гражданские
- Золотая медаль «За заслуги в изящных искусствах» (исп. Medalla de Oro al mérito en las Bellas Artes)
- Заслуга Гражданской обороны (англ. Mérito  de la  Protección Civil)
- Тюремная медаль (исп. Medalla Penitenciaria)
- Трудовая медаль (исп. Medalla del Trabajo)
- Туристическая заслуга (исп. Mérito Turístico)
- Доноры крови (исп. Donantes de Sangre)

### Военные (упразднённые)
- Военная медаль (исп. Medalla Militar)
- Медаль Страданий за Отечество(исп. Medalla de Sufrimientos por la Patria)
- Медаль Мира в Марокко(исп. Medalla de la Paz de Marruecos)
- Ифни-Сахарская медаль (исп. Medalla de Ifni-Sahara)
- Сахарская медаль (исп. Medalla del Sahara)
- Медаль «За Испанскую кампанию»
- См. также Медаль «Голубая дивизия» которая вручалась испанским добровольцам руководством Третьего рейха.

### Гражданские (упразднённые)
- Медаль Спасения потерпевших кораблекрушение (исп. Medalla de Salvamento de Náufragos)
- Медаль Старой гвардии (исп. Medalla de la Vieja Guardia)